# Маријан Брнчић
Маријан Брнчић (Трибаљ, Цриквеница, 23. јул 1940) бивши је југословенски и хрватски фудбалер и фудбалски тренер.

## Каријера
Брнчић је започео професионалну каријеру у Ријеци 1959. године, за коју је играо до 1964. године, након чега прелази у Трешњевку Загреб, а од 1966. године постао члан Динамо Загреба, где је играо до 1969. године. Након три проведене године у Варегему, вратио се у Динамо Загреб и остао до 1973. године. У периоду од 1973. до 1976. године играо је за белгијски Кортрајк, где је завршио каријеру.
Одиграо је три утакмице за младу репрезентацију Југославије (1962—1963, једну за „Б“ екипу (1962) и десет пута за прву селекцију Југославије. Дебитовао је 19. септембра 1962. године у пријатељској утакмици против селекције Етиопије у Београду, а последњу утакмицу за репрезентацију одиграо је 7. октобра 1967. године против репрезентације Источне Немачке у Хамбургу. У репрезентацији је играо центархалфа, левог бека и десног халфа.
Након што је завршио фудбалску каријеру тренирао је Кортрајк, Ријеку, НК Загреб, ХНК Дубровник 1919, НК Оријент, репрезентацију Туниса и футсал репрезентацију Хрватске. Године 2005. био је помоћни тренер Хрватске репрезентације до 21. године.

## Клупска статистика
| Клупска статистика | Клупска статистика | Клупска статистика    | Лига | Лига | Куп             | Куп             | Континентално | Континентално | Укупно | Укупно |
| Сезона             | Клуб               | Лига                  | Ута  | Гол  | Ута             | Гол             | Ута           | Гол           | Ута    | Гол    |
| СФРЈ               | СФРЈ               | СФРЈ                  | Лига | Лига | Куп Југославије | Куп Југославије | Европа        | Европа        | Укупно | Укупно |
| ------------------ | ------------------ | --------------------- | ---- | ---- | --------------- | --------------- | ------------- | ------------- | ------ | ------ |
| 1959—1960          | Ријека             | Првенство Југославије | 19   | 0    | 0               | 0               | –             | –             | 19     | 0      |
| 1960—1961          | Ријека             | Првенство Југославије | 17   | 1    | 1               | 0               | –             | –             | 18     | 1      |
| 1961—1962          | Ријека             | Првенство Југославије | 17   | 0    | 2               | 0               | –             | –             | 20     | 0      |
| 1962—1963          | Ријека             | Првенство Југославије | 22   | 0    | 1               | 0               | 8             | 0             | 31     | 0      |
| 1963—1964          | Ријека             | Првенство Југославије | 20   | 0    | 1               | 0               | –             | –             | 21     | 0      |
| 1964—1965          | Трешњевка Загреб   | Првенство Југославије | 26   | 0    | 2               | 0               | –             | –             | 26     | 0      |
| 1965-1966          | Трешњевка Загреб   | Првенство Југославије | 29   | 1    | 0               | 0               | –             | –             | 29     | 0      |
| 1966—1967          | Динамо Загреб      | Првенство Југославије | 29   | 2    | 4               | 0               | 13            | 0             | 46     | 2      |
| 1967—1968          | Динамо Загреб      | Првенство Југославије | 5    | 0    | 0               | 0               | 1             | 0             | 6      | 0      |
| 1968—1969          | Динамо Загреб      | Првенство Југославије | 15   | 0    | 4               | 0               | –             | –             | 19     | 0      |
| Белгија            | Белгија            | Белгија               | Лига | Лига | Куп Белгије     | Куп Белгије     | Европа        | Европа        | Укупно | Укупно |
| 1969-70            | Варегем            | Прва лига Белгије     | 29   | 0    | –               | –               | –             | –             | 29     | 0      |
| 1970-71            | Варегем            | Прва лига Белгије     | 28   | 0    | –               | –               | –             | –             | 28     | 0      |
| 1971-72            | Варегем            | Прва лига Белгије     | 26   | 0    | –               | –               | –             | –             | 26     | 0      |
| СФРЈ               | СФРЈ               | СФРЈ                  | Лига | Лига | Куп Југославије | Куп Југославије | Европа        | Европа        | Укупно | Укупно |
| 1972-73            | НК Динамо Загреб   | Првенство Југославије | 11   | 0    | 0               | 0               | 2             | 0             | 13     | 0      |
| Белгија            | Белгија            | Белгија               | Лига | Лига | Куп Белгије     | Куп Белгије     | Europe        | Europe        | Укупно | Укупно |
| 1973-74            | Кортрајк           | Друга лига Белгије    | 29   | 0    | –               | –               | –             | –             | 29     | 0      |
| 1974-75            | Кортрајк           | Друга лига Белгије    | 25   | 0    | –               | –               | –             | –             | 25     | 0      |
| 1975-76            | Кортрајк           | Друга лига Белгије    | 27   | 0    | –               | –               | –             | –             | 27     | 0      |
| Држава             | СФРЈ               | СФРЈ                  | 210  | 4    | 15              | 0               | 24            | 0             | 249    | 4      |
| Држава             | Белгија            | Белгија               | 164  | 0    | 0               | 0               | 0             | 0             | 164    | 0      |
| Држава             | Укуно              | Укуно                 | 374  | 4    | 15              | 0               | 24            | 0             | 413    | 4      |